# Озеро Сай
О́зеро Са́й (яп. 西湖, さいこ, МФА: [sai̯ ko]) — вулканічне озеро в Японії, на острові Хонсю, біля північного підніжжя гори Фудзі. Одне з п'яти озер Фудзі. Розташоване на території містечка Фудзі-Каваґутіко префектури Яманасі. Віддалене від озера Каваґуті на 1 км. Розкинулося на висоті 902 м. Площа — 2,12 км². Найбільша глибина — 73,2 м. Прозорість води — 8,2 м. Виникло в результаті виверження Фудзі в 864 році, коли велике озеро Мотосу розділилося на три — Сай, Сьодзі й власне Мотосу. Багате на поживні речовини й рибу. Місце вилову карасів, лососів, корюшок. На західному березі розташовані лігвища кажанів. Вода озера використовується на гідроелектростанції, спорудженій поблизу озера Каваґуті. Прибережна зона служить місцем рекреаційної діяльності, туризму та відпочинку.